# Monteverdi Palm Beach

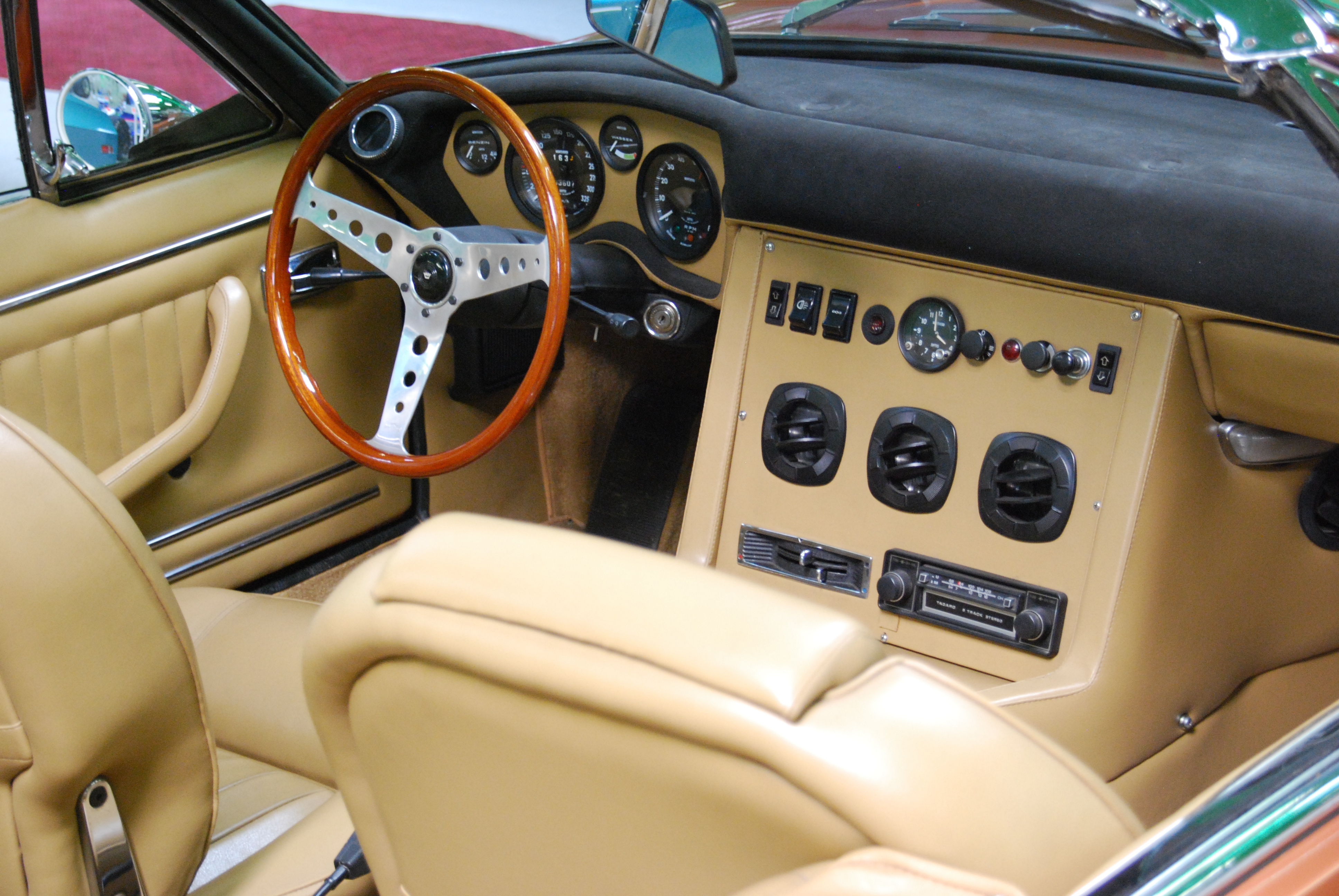
Interieur des Monteverdi Palm Beach

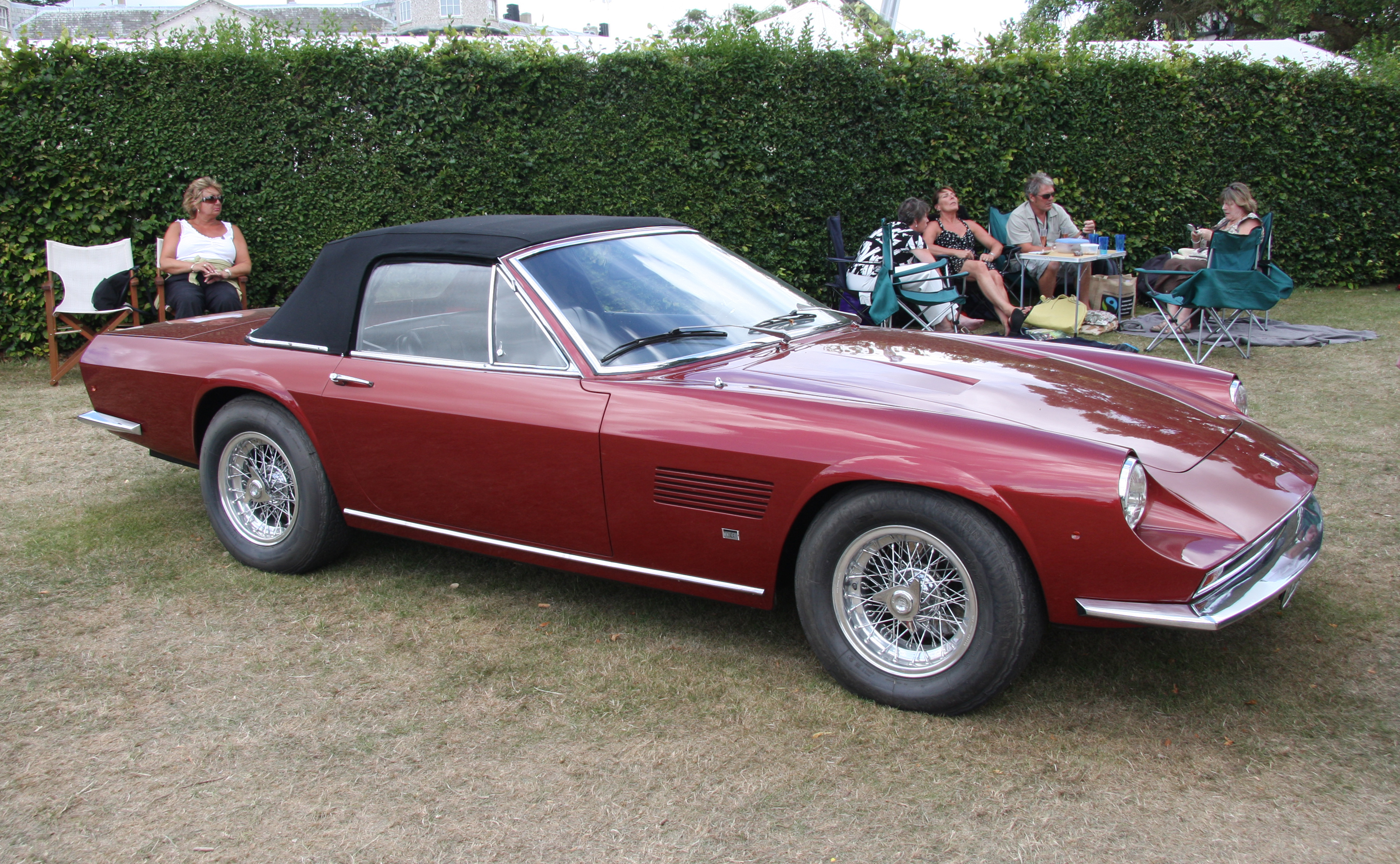
Bildete die Grundlage für den Palm Beach: Der Monteverdi High Speed 375 C von 1971.

Der Monteverdi Palm Beach ist ein zweisitziges Cabriolet des Schweizer Automobilherstellers Monteverdi. Das Auto gehört technisch zur High Speed 375-Familie, die Monteverdi seit 1967 in verschiedenen Versionen produzierte. Der Palm Beach, vorgestellt 1975, war die letzte Ableitung dieses Konzepts. Die Serienproduktion kam nicht zustande. Der Palm Beach wird heute regelmäßig auf Ausstellungen gezeigt. Er gilt als eines der schönsten Cabriolets der 1970er Jahre.

## Hintergrund und Technik
Der Palm Beach basierte auf dem verkürzten Chassis des Monteverdi High Speed 375. Es war das zweite offene Modell, das Monteverdi auf diesem Fahrgestell realisierte.
In der Literatur wird vielfach die Auffassung vertreten, der Palm Beach sei die Cabrioletversion der Monteverdi Berlinetta. Diese Darstellung ist zumindest missverständlich; tatsächlich ist der Palm Beach unmittelbar mit dem vier Jahre älteren High Speed 375 C verwandt.
Der High Speed 375 C war bereits 1971 präsentiert worden. Er stellte eine Cabriolet-Version des „kurzen“ High Speed 375 S dar. Das Cabriolet 375 C entsprach – abgesehen von der Dachkonstruktion – stilistisch und auch technisch dem 1969 eingeführten 375 S. Monteverdi stellte lediglich zwei Exemplare des 375 C her. Ein Fahrzeug ging in den Verkauf; ein zweites, im April 1971 fertiggestelltes Auto (Chassis Nummer 1027) blieb als Ausstellungsstück im Werk.
1972 ersetzte Monteverdi das nicht sehr erfolgreiche und stilistisch umstrittene Coupé 375 S durch die Berlinetta, die eine stark überarbeitete Frontpartie aufwies und im Bereich des Fahrgestells einige Modifikationen erfahren hatte.
Drei Jahre nach der Präsentation der Berlinetta stellte Monteverdi dem bislang nur in wenigen Exemplaren produzierten Coupé mit dem Palm Beach eine offene Version zur Seite. Der Palm Beach übernahm äußerlich die Gestaltungsmerkmale der Berlinetta, vor allem deren niedrige Frontpartie mit dem markanten schmalen Kühlergrill und den viereckigen Doppelscheinwerfern, daneben aber auch die Heckpartie mit Rückleuchten des Triumph TR6. Ansonsten entsprach der Palm Beach allerdings dem 375 C, sowohl das Fahrwerk als auch die Antriebstechnik betreffend. Der Palm Beach verwendete statt des in der Berlinetta eingesetzten Hemi-Triebwerks mit 7,0 Litern Hubraum einen herkömmlichen, 7,2 Liter großen Achtzylindermotor von Chrysler, der auch das Volumenmodell High Speed 375 L antrieb.
Der Palm Beach wurde auf dem Genfer Auto-Salon im März 1975 der Öffentlichkeit vorgestellt. Die Lackierung war kupferfarben, das Interieur bestand aus cremefarbenem Leder. Der Kaufpreis des Palm Beach wurde mit 124.000 Schweizer Franken angegeben.
Bei dem ausgestellten Exemplar handelte es sich nicht um ein neu aufgebautes Auto. Vielmehr war es der zweite, im April 1971 hergestellte und im Werk verbliebene 375 C mit der Fahrgestellnummer 1027, den Monteverdi im Winter 1974/75 nachträglich mit Karosserieteilen der Berlinetta versehen hatte. Das in Genf ausgestellte Fahrzeug wurde in den späten 1970er Jahren an einen privaten Kunden verkauft; später kaufte Monteverdi das Auto zurück. Es stand in Monteverdis Automuseum in Binningen bis zu dessen Auflösung 2017 und wird regelmäßig auf Ausstellungen gezeigt.
Der Monteverdi Palm Beach wurde nicht in Serie produziert. Es wird allgemein davon ausgegangen, dass der Palm Beach ein Einzelstück blieb.

## Fahrleistungen
Der in Genf ausgestellte Palm Beach wurde 1976 von der Schweizer Zeitschrift Motor Revue getestet. Dabei wurde eine Höchstgeschwindigkeit von knapp 237 km/h und eine Beschleunigung von 0 auf 100 km/h in 7,8 Sekunden gemessen. Die Fahrleistungen wurden generell als sportlich und souverän beschrieben.

## Die Bedeutung des Palm Beach
Die Vorstellung des Palm Beach erfolgte zu einer Zeit, als Monteverdi unter erheblichen wirtschaftlichen Schwierigkeiten litt. Unternehmensinhaber Peter Monteverdi hatte Ende 1973 in erheblichem Umfang in die Modernisierung seiner technischen Ausrüstungen investiert; wenig später brach allerdings der Absatz seiner Sportwagen infolge der Ölkrise um mehr als 60 Prozent ein. Monteverdi konnte daraufhin 1974 seine Verbindlichkeiten nicht mehr fristgerecht bedienen, sodass vor allem die Schweizer Presse offen über eine Insolvenz des Automobilherstellers spekulierte. Im Winter 1974/75 gelang es Monteverdi, die Finanzen seines Unternehmens zu konsolidieren. Zur gleichen Zeit begannen die Überlegungen, die Produktion auf kostengünstigere, besser absetzbare Geländewagen umzustellen. In dieser Zeit benötigte Monteverdi kurzfristig ein neues Fahrzeug, um öffentlich die Handlungsfähigkeit des Betriebes zu dokumentieren. Diese Rolle fiel dem allgemein als attraktiv empfundenen Palm Beach zu. Im Hinblick auf den sehr hohen Verkaufspreis des Palm Beach und die Einschränkungen, denen Hochleistungssportwagen in Zeiten der Ölkrise unterlagen, ist nicht davon auszugehen, dass Monteverdi, kurz bevor er die Produktion des Geländewagens Safari aufnahm, noch eine Serienproduktion des Palm Beach in Erwägung zog.